# Clubiona sparassella
Clubiona sparassella är en spindelart som beskrevs av Embrik Strand 1909. Clubiona sparassella ingår i släktet Clubiona och familjen säckspindlar. Inga underarter finns listade i Catalogue of Life.